# Saison 5 de Nouvelle Star
 (octobre 2022).
Si vous disposez d'ouvrages ou d'articles de référence ou si vous connaissez des sites web de qualité traitant du thème abordé ici, merci de compléter l'article en donnant les références utiles à sa vérifiabilité et en les liant à la section « Notes et références ».
 (octobre 2022).
- Si vous ne connaissez pas le sujet, laissez ce bandeau (vous pouvez alors contacter les auteurs).
- Si vous supprimez le contenu mis en cause (vous pouvez préalablement contacter les auteurs),

argumentez précisément cette suppression dans la page de discussion
(un manque de référence n'est pas un argument ; une recherche réelle de référence doit avoir été effectuée, être formellement documentée).
La cinquième saison de Nouvelle Star, émission française de téléréalité musicale, a été diffusée sur M6 du 28 février 2007 au 13 juin 2007.
Elle a été remportée par Julien Doré.

## Déroulement
Après les sélections à Rennes, Marseille, Lyon, Bordeaux, Lille et Paris, après les épreuves au théâtre du Trianon, et après 10 primes qui ont vu les éliminations successives de Mounir, Isabelle, Vincent, Michel, Martine, Ilyès, Canelle, Alex, Soma, Raphaëlle, Pierre, Julie et Gaëtane, lors de la finale, Julien Doré est sorti vainqueur de son duel contre Tigane.

## Participants

### Présentation
- Virginie Efira

### Jury
- André Manoukian
- Dove Attia
- Marianne James
- Manu Katché

### Candidats

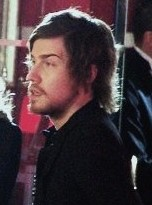
Julien Doré, lauréat de Nouvelle Star 2007.

| Nom                                 | % de votes bleus (bleus/rouges) |
| ----------------------------------- | ------------------------------- |
| Alex Fondja                         | 80 % (16/4)                     |
| Canelle Zahy                        | 50 % (8/8)                      |
| Gaëtane Abrial                      | 87 % (52/8)                     |
| Ilyès Yangui                        | 58 % (7/5)                      |
| Isabelle Ithurburu                  | 25 % (1/3)                      |
| Julie Mazi (Mazy)                   | 83 % (40/8)                     |
| Julien Doré                         | 92 % (66/6)                     |
| Martine                             | 75 % (6/2)                      |
| Michel Colyn                        | 88 % (7/1)                      |
| Mounir Ouarab                       | 25 % (1/3)                      |
| Pierre Darmon                       | 83 % (33/7)                     |
| Raphaëlle Dess                      | 69 % (22/10)                    |
| Soma Dufour                         | 50 % (12/12)                    |
| Tigane Drammeh                      | 99 % (71/1)                     |
| Vincent Le Ribeuz (Vincent Galahad) | 38 % (3/5)                      |

## Primes

### Prime n°1 - 4 avril 2007
| Candidat  | Chanson                         | Interprète original          | Vote du jury | Vote du jury | Vote du jury | Vote du jury |
| --------- | ------------------------------- | ---------------------------- | ------------ | ------------ | ------------ | ------------ |
| Candidat  | Chanson                         | Interprète original          | Katché       | Attia        | James        | Manoukian    |
| Michel    | Think                           | Aretha Franklin              |              |              |              |              |
| Ilyès     | Le Sud                          | Nino Ferrer                  |              |              |              |              |
| Martine   | Ain't No Mountain High Enough   | Marvin Gaye & Tammi Terrell  |              |              |              |              |
| Pierre    | La Boîte de jazz                | Michel Jonasz                |              |              |              |              |
| Canelle   | Mon cœur, mon amour             | Anaïs                        |              |              |              |              |
| Isabelle  | Butterfly                       | Superbus                     |              |              |              |              |
| Raphaëlle | Yesterday                       | The Beatles                  |              |              |              |              |
| Tigane    | Crazy                           | Gnarls Barkley               |              |              |              |              |
| Mounir    | 1980                            | Pascal Obispo & Melissa Mars |              |              |              |              |
| Gaëtane   | Black Horse and the Cherry Tree | KT Tunstall                  |              |              |              |              |
| Julien    | Like a Virgin                   | Madonna                      |              |              |              |              |
| Soma      | Hero                            | Mariah Carey                 |              |              |              |              |
| Alex      | Stand by Me                     | Ben E. King                  |              |              |              |              |
| Julie     | Elle m'a dit                    | Cali                         |              |              |              |              |
| Vincent   | You Give Me Something           | James Morrison               |              |              |              |              |

Chansons collectives
- Aerosmith, Walk this way : Ilyès • Julie • Michel • Pierre • Raphaëlle

État de la compétition
- Qualifiés : Alex • Canelle • Gaëtane • Ilyès • Julie • Julien • Martine • Michel • Pierre • Raphaëlle • Soma • Tigane • Vincent
- Éliminés : Isabelle • Mounir

### Prime n°2 - 11 avril 2007
| Candidat  | Chanson                 | Interprète original            | Vote du jury | Vote du jury | Vote du jury | Vote du jury |
| --------- | ----------------------- | ------------------------------ | ------------ | ------------ | ------------ | ------------ |
| Candidat  | Chanson                 | Interprète original            | Katché       | Attia        | James        | Manoukian    |
| Martine   | On the Radio            | Donna Summer                   |              |              |              |              |
| Raphaëlle | La Femme chocolat       | Olivia Ruiz                    |              |              |              |              |
| Tigane    | Bad Day                 | Daniel Powter                  |              |              |              |              |
| Canelle   | Le Banana split         | Lio                            |              |              |              |              |
| Ilyès     | It's a Heartache        | Bonnie Tyler                   |              |              |              |              |
| Julie     | J'ai demandé à la lune  | Indochine                      |              |              |              |              |
| Soma      | Yeah!                   | Usher feat. Lil Jon & Ludacris |              |              |              |              |
| Alex      | Si c'est bon comme ça   | Sinclair                       |              |              |              |              |
| Vincent   | Are You Gonna Go My Way | Lenny Kravitz                  |              |              |              |              |
| Gaëtane   | La Javanaise            | Serge Gainsbourg               |              |              |              |              |
| Michel    | Over the Rainbow        | Judy Garland                   |              |              |              |              |
| Pierre    | Part-Time Lover         | Stevie Wonder                  |              |              |              |              |
| Julien    | Les Mots bleus          | Christophe                     |              |              |              |              |

Chanson collective
- Philippe Katerine, 100% V.I.P. : Canelle • Julien • Michel • Soma
- Trust, Antisocial : Alex • Ilyès • Julie • Martine

Les quatre candidats ayant eu le moins de votes du public étaient Michel, Martine, Alex et Vincent. C'est Alex qui a été repêché par le jury avec 3 voix (Manu Katché, Marianne James et Dove Attia) contre une voix pour Michel (André Manoukian).
État de la compétition
- Qualifiés : Alex • Canelle • Gaëtane • Ilyès • Julie • Julien • Pierre • Raphaëlle • Soma • Tigane
- Éliminés : Martine • Michel • Vincent

### Prime n°3 - 18 avril 2007 - Thème: Version rock
| Candidat  | Chanson                                    | Interprète original         | Vote du jury | Vote du jury | Vote du jury | Vote du jury |
| --------- | ------------------------------------------ | --------------------------- | ------------ | ------------ | ------------ | ------------ |
| Candidat  | Chanson                                    | Interprète original         | Katché       | Attia        | James        | Manoukian    |
| Ilyès     | Je t'aime                                  | Lara Fabian                 |              |              |              |              |
| Pierre    | Angie                                      | The Rolling Stones          |              |              |              |              |
| Julie     | Mala vida                                  | Mano Negra                  |              |              |              |              |
| Tigane    | Last Request                               | Paolo Nutini                |              |              |              |              |
| Raphaëlle | I Still Haven't Found What I'm Looking For | U2                          |              |              |              |              |
| Alex      | Les Cactus                                 | Jacques Dutronc             |              |              |              |              |
| Julien    | Heartbreak Hotel                           | Elvis Presley               |              |              |              |              |
| Soma      | Sur la route                               | Raphael & Jean-Louis Aubert |              |              |              |              |
| Gaëtane   | Call Me                                    | Blondie                     |              |              |              |              |
| Canelle   | Cendrillon                                 | Téléphone                   |              |              |              |              |

Chansons collectives
- The Clash, Should I Stay or Should I Go : Collégiale
- Peter Gabriel & Kate Bush, Don't Give Up : Gaëtane • Julien
- Axel Bauer & Zazie, À ma place : Julie • Tigane
- Johnny Hallyday, Le bon temps du Rock'n'Roll : Ilyès • Pierre • Raphaëlle
- Partenaire particulier, Partenaire particulier : Alex • Canelle • Soma

État de la compétition
- Qualifiés : Alex • Canelle • Gaëtane • Julie • Julien • Pierre • Raphaëlle • Soma • Tigane
- Éliminé : Ilyes

### Prime n°4 - 25 avril 2007 - Thème: Chanson française
| Candidat  | Chanson                              | Interprète original   | Vote du jury | Vote du jury | Vote du jury | Vote du jury |
| --------- | ------------------------------------ | --------------------- | ------------ | ------------ | ------------ | ------------ |
| Candidat  | Chanson                              | Interprète original   | Katché       | Attia        | James        | Manoukian    |
| Canelle   | Tous ces mots                        | Nâdiya feat. Smartzee |              |              |              |              |
| Pierre    | D'aventures en aventures             | Serge Lama            |              |              |              |              |
| Alex      | La Voix des sages (No More Fighting) | Yannick Noah          |              |              |              |              |
| Raphaëlle | Comme ils disent                     | Charles Aznavour      |              |              |              |              |
| Julie     | Si seulement je pouvais lui manquer  | Calogero              |              |              |              |              |
| Tigane    | J'en rêve encore                     | Gérald de Palmas      |              |              |              |              |
| Soma      | Mon pays                             | Faudel                |              |              |              |              |
| Julien    | Comme d'habitude                     | Claude François       |              |              |              |              |
| Gaëtane   | Au café des délices                  | Patrick Bruel         |              |              |              |              |

Chansons collectives
- Claude François, J'attendrai : Collégiale (avec Miss Dominique)
- Les Rita Mitsouko, Andy : Canelle • Julie • Julien
- Serge Gainsbourg, Comic Strip : Alex • Gaëtane • Pierre
- Indochine, 3e sexe, leur single : Collégiale
- Chagrin d'amour, Chacun fait (c'qui lui plaît) : Soma • Raphaëlle • Tigane

Invitée
- Miss Dominique interprète Doudou

État de la compétition
- Qualifiés : Alex • Gaëtane • Julie • Julien • Pierre • Raphaëlle • Soma • Tigane
- Éliminée : Canelle

### Prime n°5 - 2 mai 2007 - Thème: Légendes
| Candidat  | Chanson              | Interprète original | Vote du jury | Vote du jury | Vote du jury | Vote du jury |
| --------- | -------------------- | ------------------- | ------------ | ------------ | ------------ | ------------ |
| Candidat  | Chanson              | Interprète original | Katché       | Attia        | James        | Manoukian    |
| Soma      | La Bohème            | Charles Aznavour    |              |              |              |              |
| Alex      | Alexandrie Alexandra | Claude François     |              |              |              |              |
| Raphaëlle | The Rose             | Bette Midler        |              |              |              |              |
| Tigane    | One                  | U2                  |              |              |              |              |
| Julie     | Ne me quitte pas     | Jacques Brel        |              |              |              |              |
| Pierre    | Somebody to Love     | Queen               |              |              |              |              |
| Gaëtane   | Frozen               | Madonna             |              |              |              |              |
| Julien    | Light My Fire        | The Doors           |              |              |              |              |

Chansons collectives
- Bob Marley & The Wailers, Could You Be Loved : les candidats
- AC/DC, You Shook Me All Night Long : Gaëtane • Raphaëlle
- Serge Gainsbourg, Vieille canaille : Alex • Julien
- Brigitte Bardot, La Madrague : Julie • Soma
- Prince & The Revolution, Purple Rain : Pierre • Tigane
- Indochine, 3e sexe : les candidats

État de la compétition
- Qualifiés : Gaëtane • Julie • Julien • Pierre • Raphaëlle • Soma • Tigane
- Éliminé : Alex

### Prime n°6 - 9 mai 2007 - Thème: Choix du public
| Candidat  | Chanson       | Interprète original | Vote du jury | Vote du jury | Vote du jury | Vote du jury |
| --------- | ------------- | ------------------- | ------------ | ------------ | ------------ | ------------ |
| Candidat  | Chanson       | Interprète original | Katché       | Attia        | James        | Manoukian    |
| Tigane    | Your Song     | Elton John          |              |              |              |              |
| Raphaëlle | Hurt          | Christina Aguilera  |              |              |              |              |
| Julie     | C'est écrit   | Francis Cabrel      |              |              |              |              |
| Soma      | Walking Away  | Craig David         |              |              |              |              |
| Pierre    | Grace Kelly   | Mika                |              |              |              |              |
| Gaëtane   | Ironic        | Alanis Morissette   |              |              |              |              |
| Julien    | Moi... Lolita | Alizée              |              |              |              |              |

Chansons collectives
- Madonna, Music : Collégiale[réf. souhaitée]
- Philippe Katerine, Louxor j'adore : Julie • Julien • Soma
- Youssou N'Dour & Neneh Cherry, 7 Seconds : Gaëtane • Tigane
- Nat King Cole, Unforgettable : Pierre • Raphaëlle
- Indochine, 3e sexe : Collégiale

État de la compétition
- Qualifiés : Gaëtane • Julie • Julien • Pierre • Raphaëlle • Tigane
- Éliminé : Soma

### Prime n°7 - 17 mai 2007 - Thème: Tenue de soirée
| Candidat  | Chanson                         | Interprète original | Vote du jury | Vote du jury | Vote du jury | Vote du jury | Total |
| --------- | ------------------------------- | ------------------- | ------------ | ------------ | ------------ | ------------ | ----- |
| Candidat  | Chanson                         | Interprète original | Katché       | Attia        | James        | Manoukian    | Total |
| Raphaëlle | Goldfinger                      | Shirley Bassey      |              |              |              |              | 7/8   |
| Raphaëlle | Que reste-t-il de nos amours ?  | Charles Trenet      |              |              |              |              | 7/8   |
| Tigane    | Isn't She Lovely?               | Stevie Wonder       |              |              |              |              | 8/8   |
| Tigane    | Billie Jean                     | Michael Jackson     |              |              |              |              | 8/8   |
| Gaëtane   | Toxic                           | Britney Spears      |              |              |              |              | 6/8   |
| Gaëtane   | Don't Know Why                  | Norah Jones         |              |              |              |              | 6/8   |
| Pierre    | For me... formidable            | Charles Aznavour    |              |              |              |              | 6/8   |
| Pierre    | Don't Let the Sun Go Down on Me | Elton John          |              |              |              |              | 6/8   |
| Julie     | Comme un garçon                 | Sylvie Vartan       |              |              |              |              | 5/8   |
| Julie     | Tes yeux noirs                  | Indochine           |              |              |              |              | 5/8   |
| Julien    | Strangers in the Night          | Frank Sinatra       |              |              |              |              | 8/8   |
| Julien    | Mourir sur scène                | Dalida              |              |              |              |              | 8/8   |

Chansons collectives
- Barry Manilow, Copacabana (At the Copa) : Collégiale
- Guy Marchand, Destinée : Julien • Pierre
- John Lennon, Imagine : Raphaëlle • Tigane
- Indochine, 3e sexe : les candidats
- Carol Channing / Marilyn Monroe, Diamonds Are a Girl's Best Friend : Gaëtane • Julie

État de la compétition
- Qualifiés : Gaëtane • Julie • Julien • Pierre • Tigane
- Éliminée : Raphaëlle

### Prime n°8 - 24 mai 2007 - Thème: Chansons d'amour
| Candidat | Chanson                               | Interprète original   | Vote du jury | Vote du jury | Vote du jury | Vote du jury | Total |
| -------- | ------------------------------------- | --------------------- | ------------ | ------------ | ------------ | ------------ | ----- |
| Candidat | Chanson                               | Interprète original   | Katché       | Attia        | James        | Manoukian    | Total |
| Pierre   | It's Not Unusual                      | Tom Jones             |              |              |              |              | 7/8   |
| Pierre   | Angels                                | Robbie Williams       |              |              |              |              | 7/8   |
| Tigane   | Love's Divine                         | Seal                  |              |              |              |              | 8/8   |
| Tigane   | Every Breath You Take                 | The Police            |              |              |              |              | 8/8   |
| Gaëtane  | Ma vie en l'air                       | Jeanne Cherhal        |              |              |              |              | 8/8   |
| Gaëtane  | Homme sweet homme                     | Zazie                 |              |              |              |              | 8/8   |
| Julie    | Je suis venu te dire que je m'en vais | Serge Gainsbourg      |              |              |              |              | 7/8   |
| Julie    | Pour que tu m'aimes encore            | Céline Dion           |              |              |              |              | 7/8   |
| Julien   | I Put a Spell on You                  | Screamin' Jay Hawkins |              |              |              |              | 5/8   |
| Julien   | Le Coup de soleil                     | Richard Cocciante     |              |              |              |              | 5/8   |

Chansons collectives
- -M-, Je dis aime : Collégiale avec Thierry Amiel (finaliste de Nouvelle Star 2003)[réf. souhaitée]
- Guesch Patti, Étienne : Julie • Julien
- Indochine, 3e sexe : les candidats
- Julio Iglesias, Pauvres Diables : Gaëtane • Pierre • Tigane

État de la compétition
- Qualifiés : Gaëtane • Julie • Julien • Tigane
- Éliminé : Pierre

### Prime n°9 - 31 mai 2007: Quart de finale - Thème: Version acoustique
| Candidat | Chanson                          | Interprète original | Vote du jury | Vote du jury | Vote du jury | Vote du jury | Total |
| -------- | -------------------------------- | ------------------- | ------------ | ------------ | ------------ | ------------ | ----- |
| Candidat | Chanson                          | Interprète original | Katché       | Attia        | James        | Manoukian    | Total |
| Tigane   | (I Can't Get No) Satisfaction    | The Rolling Stones  |              |              |              |              | 8/8   |
| Tigane   | On s'attache                     | Christophe Maé      |              |              |              |              | 8/8   |
| Gaëtane  | Time After Time                  | Cyndi Lauper        |              |              |              |              | 7/8   |
| Gaëtane  | These Boots Are Made for Walkin' | Nancy Sinatra       |              |              |              |              | 7/8   |
| Julien   | ...Baby One More Time            | Britney Spears      |              |              |              |              | 8/8   |
| Julien   | Les Bêtises                      | Sabine Paturel      |              |              |              |              | 8/8   |
| Julie    | Torn                             | Natalie Imbruglia   |              |              |              |              | 5/8   |
| Julie    | Casser la voix                   | Patrick Bruel       |              |              |              |              | 5/8   |

Chansons collectives
- Michael Jackson, Black or White : les quatre candidats
- Elli Medeiros, Toi mon toit : Gaëtane • Julie
- Tété, À la faveur de l'automne : Julien • Tigane
- Maxime Le Forestier, Né quelque part : Julie • Tigane
- Michel Polnareff, La Poupée qui fait non : Gaëtane • Julien
- Indochine, 3e sexe : les quatre candidats

État de la compétition
- Qualifiés : Gaëtane • Julien • Tigane
- Éliminée : Julie

### Prime n°10 - 7 juin 2007: Demi-finale
| Candidat | Chanson                   | Interprète original      | Vote du jury | Vote du jury | Vote du jury | Vote du jury | Total |
| -------- | ------------------------- | ------------------------ | ------------ | ------------ | ------------ | ------------ | ----- |
| Candidat | Chanson                   | Interprète original      | Katché       | Attia        | James        | Manoukian    | Total |
| Tigane   | Rock Your Body            | Justin Timberlake        |              |              |              |              | 8/8   |
| Tigane   | Hello                     | Lionel Richie            |              |              |              |              | 8/8   |
| Gaëtane  | I Don't Know              | Noa                      |              |              |              |              | 7/8   |
| Gaëtane  | Man! I Feel Like a Woman! | Shania Twain             |              |              |              |              | 7/8   |
| Julien   | Tainted Love              | Gloria Jones / Soft Cell |              |              |              |              | 7/8   |
| Julien   | Vanina                    | Dave                     |              |              |              |              | 7/8   |

Chansons collectives
- Earth, Wind and Fire, Let's Groove : Collégiale avec Amel Bent (troisième de Nouvelle Star 2004)
- Eddy Mitchell, Couleur menthe à l'eau : Julien • Tigane
- Diana Ross, Upside Down : Gaëtane • Tigane
- Étienne Daho, Le Premier Jour (du reste de ta vie) : Collégiale
- U2, With or Without You : Gaëtane • Julien
- Indochine, 3e sexe : Collégiale

État de la compétition
- Qualifiés : Julien • Tigane
- Éliminée : Gaëtane

### Prime n°11 - 13 juin 2007: Finale
| Candidat | Chanson                   | Interprète original | Vote du jury | Vote du jury | Vote du jury | Vote du jury | Total |
| -------- | ------------------------- | ------------------- | ------------ | ------------ | ------------ | ------------ | ----- |
| Candidat | Chanson                   | Interprète original | Katché       | Attia        | James        | Manoukian    | Total |
| Tigane   | Celebration               | Kool and the Gang   |              |              |              |              | 12/12 |
| Tigane   | Ne retiens pas tes larmes | Amel Bent           |              |              |              |              | 12/12 |
| Tigane   | Hey Ya!                   | OutKast             |              |              |              |              | 12/12 |
| Julien   | Smells Like Teen Spirit   | Nirvana             |              |              |              |              | 11/12 |
| Julien   | You Really Got Me         | The Kinks           |              |              |              |              | 11/12 |
| Julien   | Le mal-aimé               | Claude François     |              |              |              |              | 11/12 |

Chansons collectives
- Alain Souchon, Foule sentimentale : les anciens candidats
- Michel Delpech, Que Marianne était jolie : Julien • Tigane
- David Bowie & Mick Jagger, Dancing in the Street : Julien • Tigane
- Indochine, 3e sexe : les anciens candidats
- Paul McCartney & Stevie Wonder, Ebony and Ivory : Julien • Tigane

État de la compétition
- Vainqueur : Julien
- Finaliste : Tigane